# فوسفات ثلاثي الصوديوم
فوسفات ثلاثي الصوديوم (يرمز له اختصاراً TSP) هو مركب لاعضوي صيغته Na3PO4، وهو ملح ثلاثي الصوديوم لحمض الفوسفوريك، فهو بالتالي أحد أملاح فوسفات الصوديوم. 
يوجد المركب على شكل صلب بلوري أبيض اللون، وذلك على شكل لامائي وعلى شكل هيدرات مائية (اثناعشريّ الهيدرات) Na3PO4 • 12H2O.

## التحضير
يحضر هذا الملح من تفاعل تعديل حمض الفوسفوريك بمحلول هيدروكسيد الصوديوم
{\displaystyle \mathrm {3\;NaOH+H_{3}PO_{4}\rightarrow Na_{3}PO_{4}+3\;H_{2}O} }

## الخواص
يوجد المركب على شكل صلب بلوري أبيض اللون، سهل الانحلال في الماء، ولمحاليله صفة قاعدية.
{\displaystyle \mathrm {Na_{3}PO_{4}\rightarrow 3\;Na^{+}+PO_{4}^{3-}} }
{\displaystyle \mathrm {PO_{4}^{3-}+H_{2}O\rightarrow HPO_{4}^{2-}+OH^{-}} }
يكون للشكل اللامائي لبلورات فوسفات ثلاثي الصوديوم بنية قريبة من بنية زرنيخات الصوديوم.

## الاستخدامات
يستخدم مركب فوسفات ثلاثي الصوديوم في عدد من التطبيقات، مثل استخدامه في تركيب المنظفات ومساحيق الغسيل.